# Bengt Tukesson (Läma)
Bengt Tukesson (Läma), född 1200-talet, död mellan 1337–1339, var en svensk riddare.

## Biografi
Bengt Tukesson (Läma) var son till riddaren, riksrådet och lagmannen Tuke Jonsson (Läma) i Tiohärads lagsaga. Han nämns första gången 1310 och var 1318 riddare. Han skrev sitt testamente 29 juli 1337 på Balleby i Skirö socken och valde då att begravas i Nydala kloster. Bengt Tukesson avled före 29 juli 1339.

### Egendom
Bengt Tukesson hade Balleby i Skirö socken som sätesgård. Han ägde jord i Allbo härad, Sunnerbo härad och Östra härad i Småland.

### Familj
Bengt Tukesson gifte sig första gången med Agata. Hon var änka efter riddaren Holmvid Arnbjörnsson (tre blad).
Han gifte sig andra gången med Katarina (levde 1337).